# پیتر هارتمن
پیتر هارتمن، (به انگلیسی: Peter Hartman) (زاده ۳ آوریل ۱۹۴۹) کارآفرین و مدیر ارشد اجرایی هلندی است، که در حال حاضر به‌عنوان مدیر عامل اجرایی شرکت کی‌ال‌ام و نایب رییس هیئت مدیره ایر فرانس-کی‌ال‌ام فعالیت می‌نماید. وی همچنین عضو هیئت مدیره شرکت‌های آلایتالیا، دلتا لوید، یاتا و کنیا ایرویز می‌باشد.